# Cleome steveniana
Cleome steveniana är en paradisblomsterväxtart som beskrevs av Schultes och Schultes fil.. Cleome steveniana ingår i släktet paradisblomstersläktet, och familjen paradisblomsterväxter. Inga underarter finns listade i Catalogue of Life.